# Pierre Houde
Pour les articles homonymes, voir Houde.
Pierre Houde, né le 14 juillet 1957 à Saint-Laurent, est un commentateur sportif québécois. Il est connu pour son rôle de descripteur des matchs des Canadiens de Montréal dans la Ligue nationale de hockey et des Grands Prix de Formule 1.

## Biographie

### Jeunesse et études
Il est le fils d'Aline Achim (1926-2015), femme au foyer, et Paul Houde (1926-2023), musicien. Il a un frère aîné, Paul, acteur et animateur, et une sœur cadette, Johanne, communicatrice. Alors âgé d'un an, sa famille déménage à Duvernay, sur l'île Jésus. 
En 1974, il commence ses études collégiales en sciences de l'administration au Collège de Bois-de-Boulogne. C'est à la radio étudiante du cégep qu'il fait ses premières armes. Sa carrière radiophonique débute durant ses études à la station CKAC, de 1975 à 1977, où il s'occupe de la diffusion musicale. Cette expérience l'amène à être contacté par Radio-Canada. À l'âge de 21 ans, en 1978, il anime son premier match à la télévision en compagnie d'Yvon Pedneault. Il entame parallèlement des études universitaires à HEC Montréal pour devenir comptable agréé. Son amour de la radio le pousse toutefois à demander une modification de programme à sa dernière année. Il obtient finalement un baccalauréat en marketing en 1980.

### Premiers mandats
Il travaille à la station CKOI de 1977 à 1982 puis CFGL de 1983 à 1993 en tant qu'animateur et directeur du marketing.
De 1985 à 1987, il est directeur général du Grand Prix automobile du Canada. Il travaille ensuite une année comme conseiller senior pour l'agence publicitaire Cossette. Dans les années 1980 et 1990, Pierre Houde apparaît à l'écran en tant que commentateur de certaines épreuves des Jeux olympiques pour Radio-Canada et TVA. Membre de l'équipe de Radio-Canada Sports, il décrit les matchs de la Ligue nationale de hockey et des Grands Prix de Formule 1.

### Carrière récente
Il rejoint l'équipe du Réseau des sports (RDS) le 16 octobre 1989. Il commence la description des courses de Formule 1 en 1993 lorsque le réseau acquiert les droits de diffusion. En 2002, RDS acquiert également les droits de diffusion des matchs des Canadiens de Montréal. Houde en devient descripteur, en tandem  avec l'analyste Yvon Pedneault et Benoît Brunet, puis Marc Denis.
Il a également participé aux longs métrages québécois Les Boys 2 et Les Boys 3. Il a également animé ou narré plusieurs émissions et télé-séries sur le sport dont Dans les coulisses du hockey.
Il collabore régulièrement à l'émission Du sport le matin sur les ondes de 91.9 Sports Montréal, dans Gravel dans le retour sur BLVD 102.1 ainsi que dans Mornings Rock sur la station anglophone de Montréal 97.7 CHOM.

## Vie privée
Mélomane, joueur de batterie, Pierre Houde se dit « fervant admirateur » des Beatles. Sa fille Michelle, médecin en santé publique, est d'ailleurs prénommée d'après l'un des titres du groupe. Il est également passionné d'aviation et détient un brevet de pilotage.

## Prix et hommages
- 2024 : Prix commémoratif Foster-Hewitt (Temple de la renommée du hockey)[11]
- 2024 : Prix Gémeaux de la meilleure animation : sports ou loisirs[12]
- 2015 : Prix Gémeaux de la meilleure animation : sports ou loisirs[13]
- 2009 : Prix Artis, catégorie Animateur/animatrice d'émissions de sport[14]
- 2001 : Prix Gémeaux de la meilleure animation : sports ou loisirs
- 2000 : Prix Gémeaux de la meilleure animation : sports ou loisirs
- 1995 : Prix Gémeaux de la meilleure animation : sports ou loisirs